# Byluru, Bellary
Byluru là một làng thuộc tehsil Bellary, huyện Bellary, bang Karnataka, Ấn Độ.